# Mario Berti

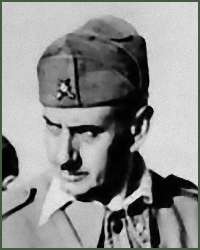
Mario Berti

Mario Berti (* 3. Februar 1881 in La Spezia; † 1960 oder 1964 ebenda) war ein italienischer General des Königlich-Italienischen Heeres zuletzt im Rang eines designierten Armeegenerals. Er war zwischen 1937 und 1938 Kommandeur des vom faschistischen Italien für die italienische Intervention im Spanischen Bürgerkrieg aufgestellten Freiwilligenkorps CTV (Corpo Truppe Volontarie) sowie 1940 Oberbefehlshaber der 10. Armee.

## Leben

### Offiziersausbildung, Erster Weltkrieg und Zwischenkriegszeit

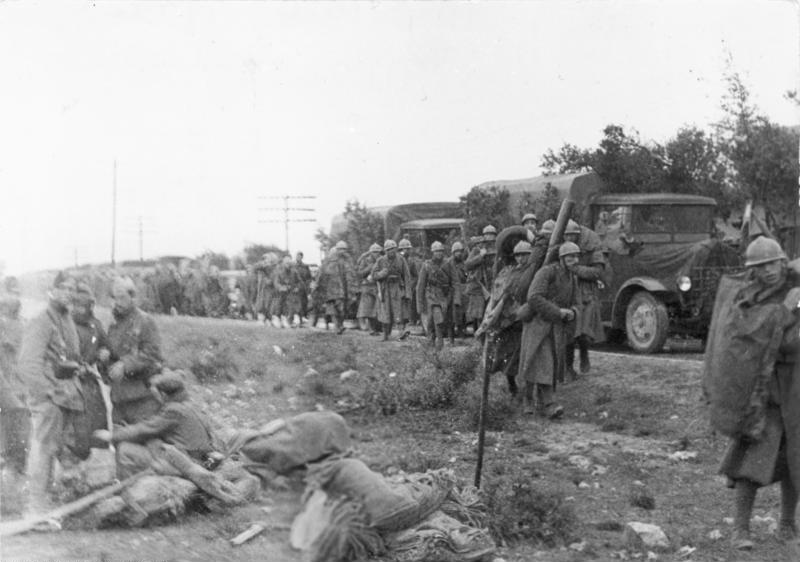
Truppen des italienischen Corpo Truppe Volontarie CTV vor Guadalajara.

Mario Berti absolvierte nach dem Schulbesuch eine Offiziersausbildung, die er am 2. September 1901 als Sottotenente der Artillerie abschloss. Während seiner darauf folgenden verschiedenen Verwendungen als Offizier wurde er am 22. August 1904 zum Leutnant sowie am 1. September 1912 zum Hauptmann befördert. Er nahm zwischen 1915 und 1918 am Ersten Weltkrieg unter anderem an den Kämpfen während der österreichisch-ungarischen Südtiroloffensive im Frühjahr 1916 teil. Für seine militärischen Verdienste wurde er am 3. Juni 1918 mit dem Ritterkreuz des Militärordens von Savoyen ausgezeichnet.
Nach Kriegsende wurde er am 23. März 1919 zum Oberstleutnant befördert. Nach seiner Beförderung zum Oberst am 20. August 1922 folgten in der Zwischenkriegszeit zahlreiche weitere Verwendungen als Offizier und Stabsoffizier. Nachdem er am 14. November 1932 zum Brigadegeneral befördert worden war, fungierte er zwischen dem 14. November 1932 und dem 25. Januar 1933 kurzzeitig als Inspektor für Mobilisierung in der Territorialdivision von Turin sowie daraufhin vom 25. Januar 1933 bis zum 20. September 1934 als Kommandeur der Artillerie im Armeekorps Turin. Zwischen September 1934 und Dezember 1935 war dem Hauptquartier des Generalstabes unterstellt und fungierte daraufhin zwischen September 1935 und dem Oktober 1936 als Kommandeur der 9. Infanteriedivision „Pasubio“. Am 1. Januar 1936 wurde zum Divisionsgeneral befördert.

### Spanischer Bürgerkrieg

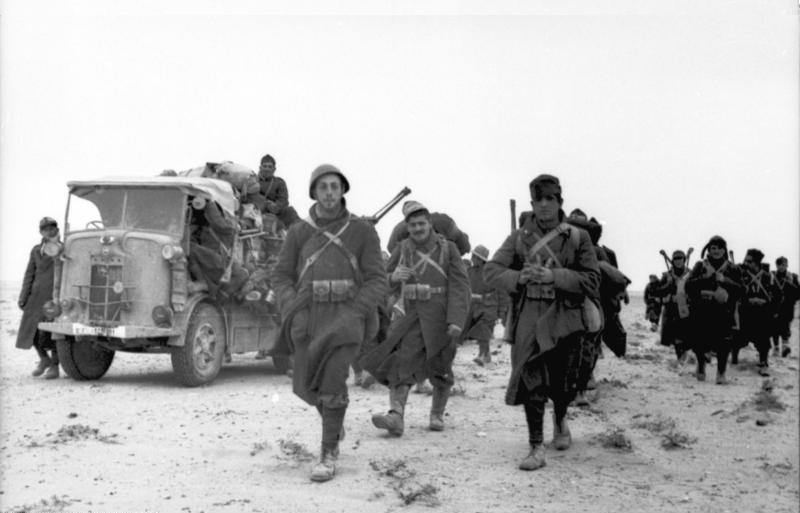
Italienische Soldaten auf dem Marsch in Nordafrika.

Danach war Berti vom 10. Oktober 1936 bis zum 1. April 1938 Kommandeur der 3. Schnellen Division „Principe Amedeo Duca d’Aosta“. Zugleich war er in Personalunion zwischen April und dem 10. Oktober 1937 erst stellvertretender Kommandeur und danach als Nachfolger von Armeekorpsgeneral Ettore Bastico vom 10. Oktober 1937 bis zu seiner Ablösung durch Brigadegeneral Gastone Gambara im November 1938 Kommandeur des Korps der freiwilligen Truppen CTV (Corpo Truppe Volontarie). Während seiner Dienstzeit beim CTV nahm er an der Schlacht von Santander (14. August bis 1. September 1937) sowie an der Abwehr der Aragonoffensive (7. März bis 19. April 1938) teil, die nach der Schlacht von Teruel stattfand, die Reste der republikanischen Streitkräfte vernichtete und den Nationalisten den Gewinn von Aragonien, Teilen Kataloniens und der Levante einbrachte. Er war zudem vom 1. April 1938 bis zum 15. März 1939 dem Kriegsministerium für Sonderaufgaben zugeordnet.
Er wurde am 25. April 1938 mit Rückwirkung zum 21. April 1938 zum Armeekorpsgeneral befördert und erhielt am 11. November 1938 das Offizierskreuz des Militärordens von Savoyen. 

### Zweiter Weltkrieg

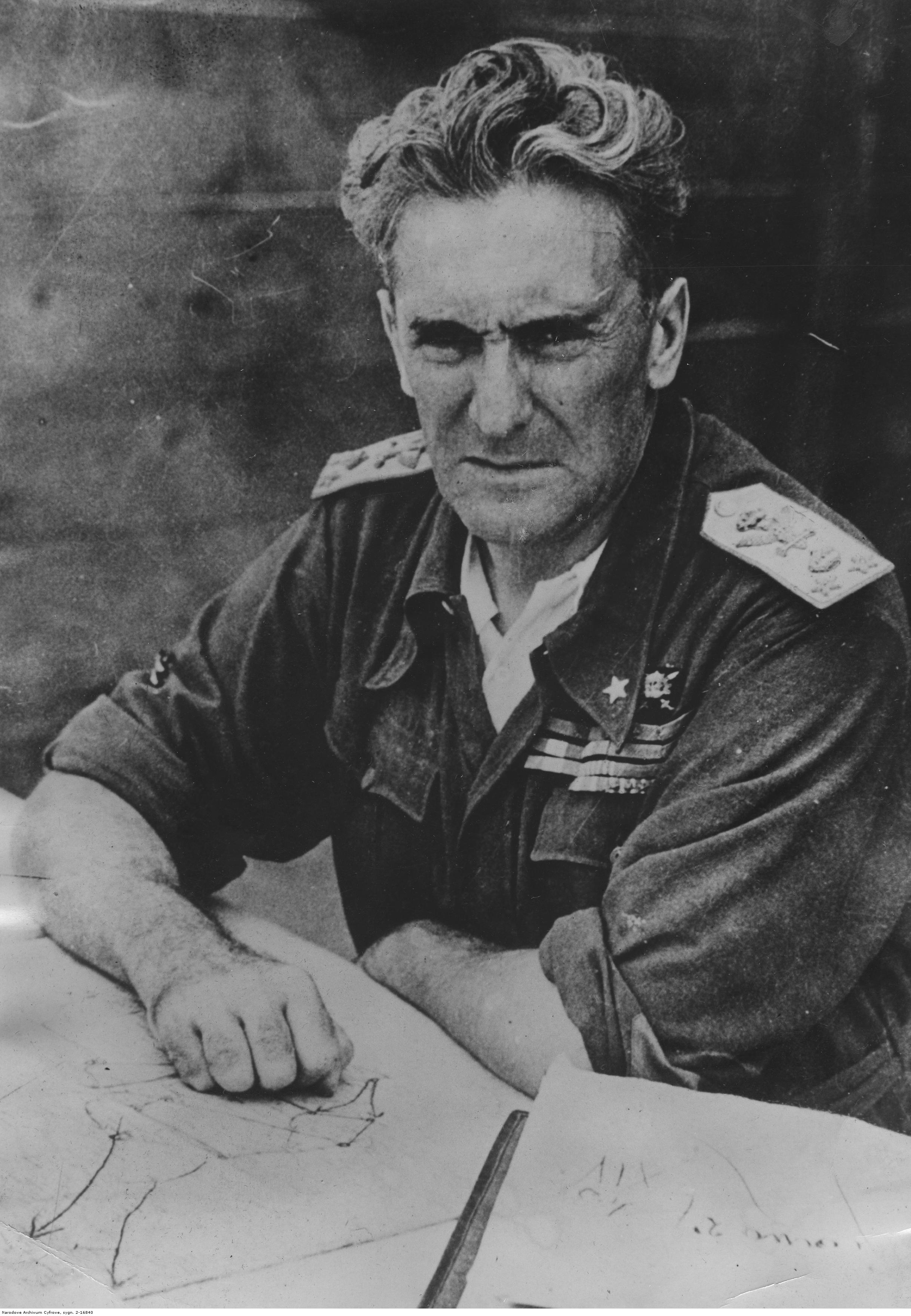
Marschall Rodolfo Graziani war als Chef des Generalstabes des Heeres sowie als Oberbefehlshaber in Italienisch-Libyen 1940 Vorgesetzter von Berti.

Am 15. März 1939 übernahm Mario Berti den Posten als Befehlshaber des XV. Armeekorps. das er bis zum 5. Juni 1940 führte. Für seine Verdienste wurde er am 1. Mai 1940 mit dem Komturkreuz des Militärordens von Savoyen ausgezeichnet. Zwischen dem 5. und 30. Juni 1940 befand er sich zur besonderen Verfügung des Chefs des Generalstabes des Heeres, Marschall von Italien Rodolfo Graziani. Daraufhin löste er den designierten Armeegeneral Francesco Guidi am 30. Juni 1940 als Oberbefehlshaber der in Nordafrika eingesetzten 10. Armee ab. In dieser Funktion wurde ihm am 7. August 1940 zum designierten Armeegeneral befördert. Der Nordafrikafeldzug begann nach kleineren Gefechten an der libysch-ägyptischen Grenze am 9. September 1940 mit einer Serie von Luftangriffen auf britische Grenzposten, gefolgt am 13. September von der Invasion (9. September bis 16. September 1940) der zahlenmäßig weit überlegenen italienischen 10. Armee unter Führung von General Mario Berti von Libyen aus nach Ägypten. Benito Mussolini hatte vom italienischen Oberbefehlshaber in Libyen, Rodolfo Graziani, diesen Vorstoß gefordert, um den Briten den Suezkanal zu entreißen und die italienischen Besitzungen in Nord- und Ostafrika zu verbinden.
Als Reaktion darauf erteilte Graziani Berti als Kommandeur der 10. Armee den Befehl, am 27. August mit der Offensive zu beginnen. Graziani hatte immer noch die Hoffnung, dass zumindest ein Teil der benötigten Ausrüstung bis dahin in Libyen eintreffen würde – diese Hoffnung erfüllte sich jedoch nicht. Erst als Graziani am 8. September aus Rom mit der Abberufung gedroht wurde, willigte er ein, am kommenden Tag mit der Offensive zu beginnen. Die für die Invasion Ägyptens vorgesehene und von Berti geführte 10. Armee verfügte im September 1940 über neun Divisionen und weitere Bataillone gegliedert in drei Korps (XXIII, XXI und XXII) sowie zwei als „Gruppen“ bezeichnete Verbände („Gruppe Libyscher Divisionen“ und „Gruppe Maletti“) mit insgesamt 150.000 Mann. Die 10. Armee hatte sich Ende Oktober bei Sidi Barrani eingegraben. Berti schreckte aufgrund der schlechten Versorgungslage seiner Truppen von einem weiteren Vorstoß in Richtung Ägypten zurück. Das italienische Oberkommando, das ursprünglich einen Vormarsch bis zum Suezkanal gefordert hatte, war ab dem 28. Oktober 1940 vornehmlich mit der italienischen Überfall auf Griechenland beschäftigt und übte auf Berti nur wenig Druck aus, den Vormarsch wieder aufzunehmen.
Die von Berti geführte und nach Ägypten vorgestoßene 10. Armee verfügte zu Anfang Dezember 1940 über zehn Divisionen gegliedert in vier Korps (XX, XXI, XXII, XXIII) sowie einer „Gruppe Libyscher Divisionen“ mit insgesamt 150.000 Mann. Einzig die Maletti-Gruppe war in Teilen motorisiert und verfügte zudem über 70 Panzer, je zur Hälfte leichte L3/35 und mittelschwere M11/39 von Fiat. Die restlichen Infanteriedivisionen waren nicht motorisiert. Die mitgeführte Artillerie und Panzerabwehrgeschütze hatten überwiegend kleinere Kaliber. Aus der Luft wurde die 10. Armee von etwa 330 Flugzeugen der Typen CR.32 und CR.42 unterstützt. Mario Berti befand sich zu Beginn der Operation Compass (8. Dezember 1940 bis 9. Februar 1941) auf Krankenurlaub, so dass sein Stellvertreter Generale designato d’Armata Italo Gariboldi die Armee kommandierte. Berti wurde schließlich am 23. Dezember vom Kommando entbunden und Generale di Corpo d’Armata Giuseppe Tellera übernahm die Führung der 10. Armee. Nach seiner Rückkehr befand er sich ab dem 23. Dezember 1940 zur besonderen Verfügung, ehe er am 1. Mai 1941 in den Ruhestand versetzt wurde.

## Hintergrundliteratur
- Alan Axelrod, Jack A. Kingston: Encyclopedia of World War II, New York, Facts on File Inc., 2007, ISBN 0-8160-6022-3.
- Pietro Barbieri: Le cause della guerra civile spagnola, Rom, Robin Edizioni, 2006, ISBN 88-7371-213-4.
- Giovanni Cecini: I generali di Mussolini, Rom, Newton & Compton Editori, 2016, ISBN 88-541-9868-4.
- John F. Coverdale: Italian Intervention in the Spanish Civil War, Princeton, Princeton University Press, 2015, ISBN 1-4008-6790-8.
- Kenneth Macksey, Beda Fomm: Classic Victory, Ballentine’s Illustrated History of the Violent Century, Battle Book Number 22, New York, Ballantine Books, 1971, ISBN 0-345-02434-6.
- Charles D. Pettibone: The Organization and Order of Battle of Militaries in World War II. Volume VI: Italy and France Including the Neutral Countries of San Marino, Vatican City (Holy See), Andorra, and Monaco, Trafford Publishing, 2010, ISBN 1-4269-4633-3.